# Prima Lega 2024-2025 (Kuwait)
La Prima Lega 2024-2025, anche nota come Zain Premier League per ragioni di sponsorizzazione, è stata la 63ª edizione della massima serie del campionato di calcio del Kuwait. Il campionato è iniziato l'8 agosto 2024 ed è terminato l'11 maggio 2025.
La squadra campione in carica era il Kuwait SC, che si è riconfermato vincendo il suo ventesimo titolo nazionale.

## Stagione

### Novità
Dalla stagione precedente sono retrocesse Al-Shabab e Al-Jahra, ultime due classificate. Al loro posto dalla Prima Divisione sono state promosse Al-Tadamon e Al-Yarmouk.

### Formula
Le 10 squadre partecipanti giocano un girone all'italiana di andata e ritorno, per un totale di 18 giornate. Al termine della stagione regolare le prime 6 squadre si qualificano per il girone scudetto mentre le ultime 4 si qualificano per il girone retrocessione, con entrambi che giocano gare di andata e ritorno.
La vincente del girone scudetto è campione del Kuwait e si qualifica per la AFC Challenge League 2025-2026. Le ultime due classificate del girone retrocessione sono invece retrocesse in Prima Divisione.

## Squadre partecipanti
| Club        | Città             | Stagione precedente |
| ----------- | ----------------- | ------------------- |
| Al-Arabi    | Madinat al-Kuwait | 2° in Prima Lega    |
| Al-Naser    | Ardiya            | 6° in Prima Lega    |
| Al-Qadisiya | Al Kuwait         | 3° in Prima Lega    |
| Al-Salmiya  | Salmiya           | 4° in Prima Lega    |
| Al-Tadamon  | Ardiya            | Prima Divisione     |
| Al-Yarmouk  | Al Kuwait         | Prima Divisione     |
| Fahaheel    | Fahaheel          | 5° in Prima Lega    |
| Kazma       | Al Kuwait         | 7° in Prima Lega    |
| Khitan      | Khaitan           | 8° in Prima Lega    |
| Kuwait SC   | Madinat al-Kuwait | Campione del Kuwait |

## Stagione regolare
|  | Pos. | Squadra     | Pt | G  | V  | N | P  | GF | GS | DR  |
|  | ---- | ----------- | -- | -- | -- | - | -- | -- | -- | --- |
|  | 1.   | Kuwait SC   | 47 | 18 | 15 | 2 | 1  | 52 | 11 | +41 |
|  | 2.   | Al-Arabi    | 45 | 18 | 14 | 3 | 1  | 35 | 12 | +23 |
|  | 3.   | Al-Qadisiya | 35 | 18 | 11 | 2 | 5  | 29 | 21 | +8  |
|  | 4.   | Al-Salmiya  | 29 | 18 | 8  | 5 | 5  | 32 | 28 | +4  |
|  | 5.   | Fahaheel    | 28 | 18 | 8  | 4 | 6  | 34 | 29 | +5  |
|  | 6.   | Al-Tadamon  | 20 | 18 | 6  | 2 | 10 | 25 | 37 | -12 |
|  | 7.   | Kazma       | 19 | 18 | 5  | 4 | 9  | 21 | 26 | -5  |
|  | 8.   | Al-Naser    | 12 | 18 | 3  | 3 | 12 | 19 | 38 | -19 |
|  | 9.   | Khitan      | 11 | 18 | 2  | 5 | 11 | 12 | 30 | -18 |
|  | 10.  | Al-Yarmouk  | 6  | 18 | 0  | 6 | 12 | 17 | 44 | -27 |

Legenda:
      Ammesse alla Poule scudetto
      Ammesse alla Poule retrocessione
Note:

Tre punti a vittoria, uno a pareggio, zero a sconfitta.
In caso di arrivo di due o più squadre a pari punti, la graduatoria verrà stilata secondo la classifica avulsa tra le squadre interessate che prevede, in ordine, i seguenti criteri:
- Punti generali
- Differenza reti generale
- Reti realizzate in generale
- Partite vinte in generale
- Partite vinte in trasferta
- Punti negli scontri diretti
- Differenza reti negli scontri diretti
- Differenza reti generale
- Sorteggi

## Gruppo scudetto
|                   | Pos. | Squadra     | Pt | G  | V  | N | P  | GF | GS | DR  |
| ----------------- | ---- | ----------- | -- | -- | -- | - | -- | -- | -- | --- |
| Kuwait (bandiera) | 1.   | Kuwait SC   | 60 | 23 | 19 | 3 | 1  | 67 | 15 | +52 |
|                   | 2.   | Al-Arabi    | 55 | 23 | 17 | 4 | 2  | 45 | 17 | +28 |
|                   | 3.   | Al-Qadisiya | 38 | 23 | 12 | 2 | 9  | 41 | 37 | +4  |
|                   | 4.   | Al-Salmiya  | 36 | 23 | 10 | 6 | 7  | 42 | 40 | +2  |
|                   | 5.   | Fahaheel    | 35 | 23 | 9  | 8 | 6  | 45 | 37 | +8  |
|                   | 6.   | Al-Tadamon  | 21 | 23 | 6  | 3 | 14 | 27 | 52 | -25 |

Legenda:

      Campione di Kuwait e ammessa alla AFC Challenge League 2025-2026

Note:
Tre punti a vittoria, uno a pareggio, zero a sconfitta.

## Gruppo retrocessione
|  | Pos. | Squadra    | Pt | G  | V | N | P  | GF | GS | DR  |
|  | ---- | ---------- | -- | -- | - | - | -- | -- | -- | --- |
|  | 7.   | Kazma      | 21 | 21 | 5 | 6 | 10 | 24 | 30 | +6  |
|  | 8.   | Al-Naser   | 19 | 21 | 5 | 4 | 12 | 26 | 41 | -15 |
|  | 9.   | Khitan     | 12 | 21 | 2 | 6 | 13 | 14 | 36 | -22 |
|  | 10.  | Al-Yarmouk | 12 | 21 | 2 | 6 | 13 | 25 | 51 | -26 |

Legenda:
      Retrocessa in Prima Divisione 2025-2026
Note:

Tre punti a vittoria, uno a pareggio, zero a sconfitta.